# 1419 w polityce
Wydarzenia polityczne w 1419 roku.

## Wydarzenia
- 10 września – Burgundzki książę Jan bez Trwogi ginie w zamachu.
- 13 lipca - 26 lipca: Wojna Polski z Krzyżakami.

## Zmarli
- 16 sierpnia – Wacław IV Luksemburski, król czeski